# Селишка, Миглена
Миглена Георгиева Селишка (13 февраля 1996, Дупница, Кюстендилская область, Болгария) — болгарская спортсменка, борец вольного стиля, чемпионка Европы 2020 года, призёр чемпионатов Европы, участница Олимпийских игр 2020 года в Токио.

## Биография
Родилась в 1996 году в Дупнице. В 2012 году заняла 2-е место на первенстве Европы среди кадетов. В 2013 году стала чемпионкой Европы среди юниоров, и заняла 2-е место на первенстве мира среди кадетов. В 2014 году вновь стала чемпионкой Европы среди юниоров, а на первенстве мира среди юниоров заняла 3-е место. В 2015 году опять стала чемпионкой Европы среди юниоров. В 2016 году вновь заняла 3-е место на первенстве мира среди юниоров.
В 2019 году стала серебряным призёром чемпионата Европы.
В феврале 2020 года на чемпионате континента в итальянской столице, в весовой категории до 50 кг Миглена в схватке за чемпионский титул победила спортсменку из Украины Оксану Ливач и завоевала золотую медаль европейского первенства.
На чемпионате Европы 2021 года, который проходил в апреле в Варшаве, в весовой категории до 50 кг, болгарская спортсменка завоевала серебряную медаль. 